# Нифантовская волость
Нифантовская во́лость — волость в составе Каргопольского уезда Олонецкой губернии.

## Общие сведения
Волостное правление располагалось в селении Поздышевская (Поздышева).
В состав волости входили сельские общества, включающие 33 деревни:
- Верхнечурьегское общество
- Красноляжское общество
- Полуборское общество
- Речно-Георгиевское общество

На 1890 год численность населения волости составляла 5183 человека.
На 1905 год численность населения волости составляла 5722 человека. В волости насчитывалось 880 лошадей, 1135 коров и 3332 головы прочего скота.
В ходе реформы административно-территориального деления СССР в 1927 году волость была упразднена. 
В настоящее время территория Нифантовской волости относится в основном к Каргопольскому району Архангельской области.